# Crumlin (pays de Galles)
Pour les articles homonymes, voir Crumlin.
Crumlin (en anglais) ou Crymlyn (en gallois) est une ville et une communauté du borough de comté de Caerphilly, au pays de Galles.
Au recensement de 2011, elle comptait 5 947 habitants.